# Carl Fant
Carl Johan Michael Fant, född den 14 februari 1851 i Uppsala, död den 22 december 1915, var en svensk skolman och filologisk författare. Han var son till Johan Eric Fant.
Fant blev student vid Uppsala universitet 1871, filosofie kandidat där 1876, filosofie licentiat 1881, filosofie doktor 1887 samt lektor i franska och engelska i Östersund 1886 och i Västerås 1895. Han blev 1908 lektor i tyska och franska (sedan i franska och engelska) vid Göteborgs högre realläroverk. Fant studerade vid École des hautes études i Paris och i Bonn. Han ställde sig i spetsen för bildandet av en filial för Jämtlands län av Svenska nationalföreningen och var denna filials ordförande 1894–1896. 
Fant utgav L’image du monde (gradualavhandling i Uppsala universitets "Årsskrift", 1886), Légende de S:t Grégoire, rédaction du XIV:e siècle (1868), Tales and Sketches from The Sketchbook and the Alhambra by Washington Irving (1906) och Fransk läsebok för de allmänna läroverken (1903; 2:a upplagan 1905) samt författade The Combination of a Distinct Vowel Sound and a Comparatively Indistinct Vocal Murmur in English (1886) och Engelskt uttal (1905). Fant medverkade vid utgivandet av Schulthess Svensk-fransk ordbok.